# Плоткин, Александр Авраамович
Алекса́ндр Авраа́мович Пло́ткин (род. 1 августа 1951, Архангельск) — советский и российский писатель, драматург, психоаналитик.

## Биография
Родился 01.08.1951 в посёлке Соломбала (ныне район города Архангельска). С 1965 года жил в Москве. Закончил Московский институт электронного машиностроения; учился в Литературном институте им. Горького на семинаре драматургии Виктора Розова. В 1983 защитил диссертацию в Институте общей и педагогической психологии АПН СССР, кандидат психологических наук. Первая литературная публикация — 1985, рассказы в газете «Московский комсомолец». Первая книга вышла в 2000 году. Лицензированный психотерапевт, адъюнкт-профессор Хайфского университета, Израиль; профессор Института психоанализа, Москва. Член Союза писателей Москвы. Публиковался в журналах «Октябрь», «Постскриптум»(«PS»), «Зеркало», «Новое русское слово».

## Книги
- Александр Плоткин. «Фокус-группа» (сборник рассказов). М.: Летний сад, 2000. — 176 с. — ISBN 978-5-89740-048-2
- Александр Плоткин. «Одна простая вещь», роман, М.: Зебра Е, 2006. — 299 с.
- Александр Плоткин. «Запретный плод», роман М.: Зебра Е, 2009. — 384 с. — ISBN 978-5-946-63710-7
- Александр Плоткин. «Рассказы», сборник рассказов, М.: Русский Гулливер, Центр современной литературы, 2016 г. — 184 с. — ISBN 978-5-91627-185-0
- Александр Плоткин. «Сигнал».  Роман-гобелен. – СПб.: Твой текст, АНО «София», 2021. — 326 с. — (Библиотека проекта Твой.текст. Малая серия). — ISBN 978-5-6044355-8-8
- Александр Плоткин. «Византийская хроника». Пьесы, повесть, рассказы. — СПб.: Твой текст, 2024. — ISBN 978-5-6048646-4-7

## Признание
- Лауреат премии имени С. Д. Довлатова 2015 года, номинация «Проза»
- Чтение рассказов в «Копелев-форум», Кёльн, 2000.